# Страшимир Суруджиев
Страшимир Спиров Суруджиев е български тенисист и футболен съдия.

## Биография
Страшимир Суруджиев е роден в 1905 година в Солун, Османската империя, в семейството на търговеца от Щип и член на Солунската българска община Спиро Суруджиев. Суруджиев става тенисист и е трикратен шампион на България (1927, 1929, 1930). След това е международен футболен съдия. Член е на Българския олимпийски комитет.
Умира в София в 1978 година.